# شتاب‌دهنده ذره‌ای خطی

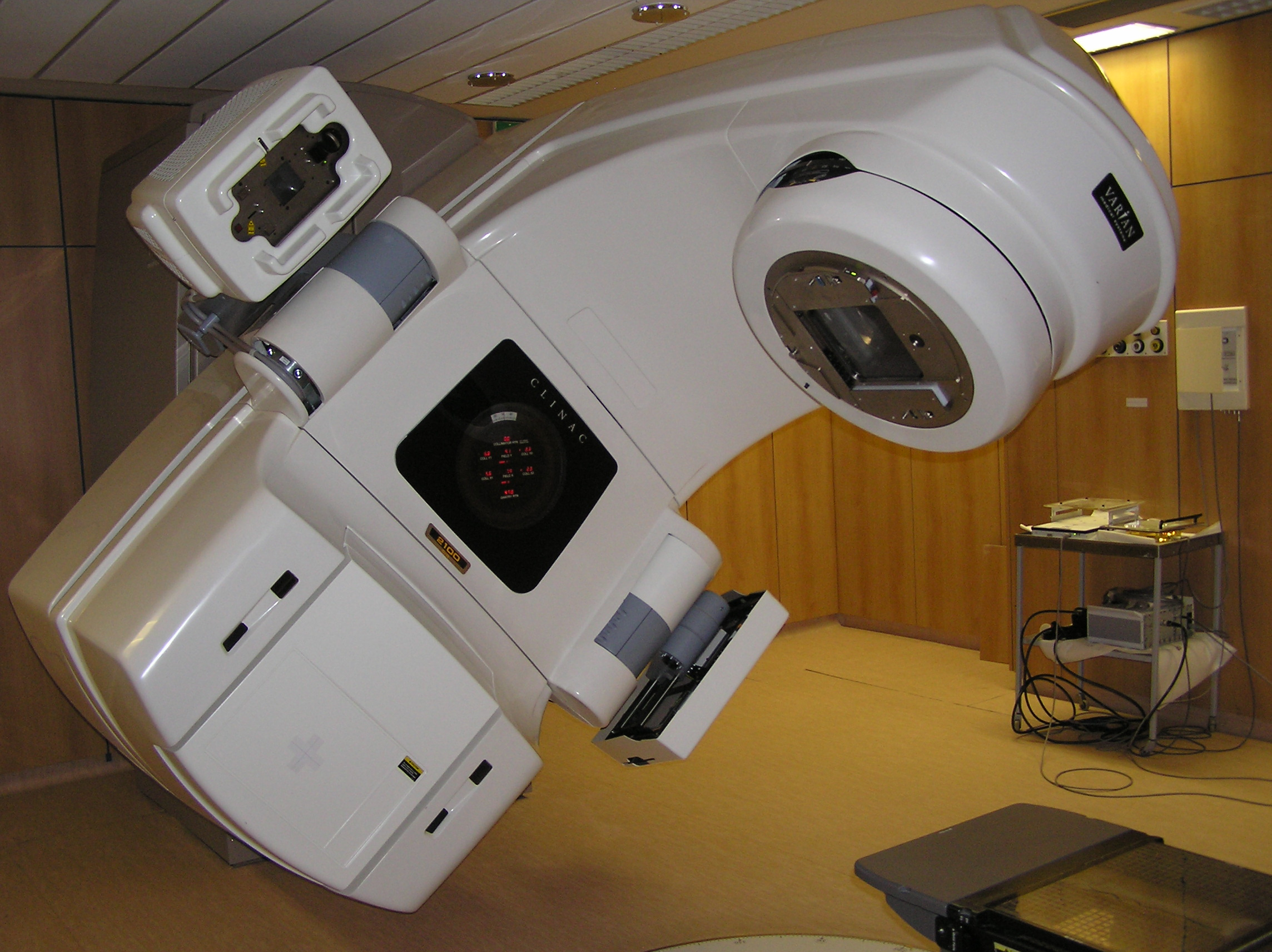
یک نمونه شتابدهنده لیناک در پرتودرمانی.

شتاب‌دهنده خطی ذرات یا لیناک (LINAC) نوعی شتابدهنده ذرات بنیادی می‌باشد.
این شتابدهنده خطی می‌تواند به شکل‌ها و برای وظایف متفاوتی منظور گردد. برخی همانند سیستم‌های پزشکی برای رادیوتراپی بکار می‌روند و در یک اتاق جای می‌گیرند، و برخی همانند شتابدهنده خطی استنفورد (SLAC) در کالیفرنیا کیلومترها طول داشته و کاربردهای تحقیقاتی-علمی دارند.
شتابدهنده‌های خطی کوچک تا انرژی چند ده میلیون الکترون ولت، الکترون‌ولت، معمولاً در پزشکی برای پرتونگاری، در فرودگاه‌ها و امنیت ساختمان‌ها به صورت تجهیزات پرتو ایکس، و در گمرک و مراکز ورودی کشورها و شهرها برای اسکن کردن کلی محموله اتوموبیل‌ها و نیز برای اسکن کردن اشخاص و نیز اشیا باستانی و نظیر آن استفاده می‌شود.